# Мэй Инцзо
Мэй Иньцзо (梅膺祚 méi yīngzuò) — уроженец провинции Аньхой, китайский ученый, лингвист, живший при правлении Минского императора Чжу Ицзюня (朱翊钧 zhū yìjūn 1572—1620 гг.)., правившего под эгидой 万历 (wànlì «Бесчисленные годы»).
Учащийся государственной академии, которая готовила высших чиновников Китая. Изучал книги, много писал, в 1615 г. составил словарь 《字彙》 (Иероглифический глоссарий). Данные словаря был систематизированы по ключам, список которых был составлен на основе известного словаря 说文解字 (shuōwén jiězì) «Происхождение китайских иероглифов», и составил 214 ключей, вместо 540. Далее этот список был использован в словарях 《正字通》 (Основы правописания, 1625 г.) и 《康熙字典》(«Словарь Канси», 1716 г.)